# EnergoBit
EnergoBit este un grup de companii din Cluj.
Este unul dintre principalii producători de echipamente electrice din România. Compania EnergoBit a fost înființată de către trei foști angajați ai Renel, care sunt și în prezent asociați principali. Gadola Ștefan, Socea Ioan și Péter Pál au fiecare funcția de vicepreședinte executiv.
Grupul Energobit este compus din 15 companii, dintre care Energobit - antreprenor specializat în instalații electrice complexe și servicii specializate de inginerie, Energobit Prod - producător de echipamente de distribuție medie tensiune și joasă tensiune, Energobit Schreder Lighting - producător de echipamente de iluminat stradal și industrial, Enex - specializată în furnizarea energiei, Energolux - firmă specializată pe soluții și sisteme de iluminat interior și scenic.